# بخش مرکزی شهرستان خرمدره
بخش مرکزی شهرستان خرمدره تنها بخش شهرستان خرمدره در استان زنجان ایران است.

## تقسیمات کشوری
- بخش مرکزی شهرستان خرمدره
  - دهستان الوند
  - دهستان خرمدره

شهر: خرمدره

## جمعیت
بنابر سرشماری مرکز آمار ایران، جمعیت بخش مرکزی شهرستان خرمدره ۷۸،۵۶۷ نفر بوده است.